# Alice Cullen

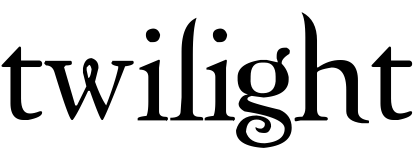

Alice Cullen (née Mary Alice Brandon) est un personnage de fiction de la saga Twilight de Stephenie Meyer. Elle est interprétée par
Ashley Greene dans les films Twilight, chapitre I : Fascination, Twilight, chapitre II : Tentation, Twilight, chapitre III : Hésitation et Twilight, chapitre IV : Révélation.

## Biographie fictive
Alice Cullen est la fille adoptive de Carlisle Cullen et d'Esmée Cullen, la sœur adoptive d'Edward Cullen, Rosalie Hale et Emmett Cullen, la petite amie de Jasper Hale, la belle-sœur de Bella Swan (qui est aussi sa meilleure amie) et la tante de Renesmée Cullen. Alice est décrite, par Bella comme étant petite et ressemblant à un lutin d'un mètre quarante-huit, avec une démarche gracieuse et des cheveux courts, noirs corbeaux, pointant dans tous les sens. Elle a le don de voir le futur.
L'ancienne vie d'Alice est très vague dans les livres, car elle ne se rappelle pas grand-chose de sa vie humaine et se réveilla seule en étant vampire. On révèle que son nom de naissance est Mary Alice Brandon, qu'elle est née vers 1901 à Biloxi (Mississippi), qu'elle avait une sœur et qu'elle a une nièce encore en vie. Elle a été gardée dans un hôpital psychiatrique et déclarée morte la même année.
Il est révélé dans Tous les secrets de la saga Twilight : le guide officiel illustré qu'elle avait une sœur Cynthia de neuf ans sa cadette. Son pouvoir a débuté par de simples pressentiments mais il est devenu plus fort avec le temps. Elle a entre autres prédit que son cousin ne devait pas partir chercher fortune et qu'une amie ne devait pas se marier avec son fiancé. Ils ne l'ont pas écoutée. Son cousin est mort et le fiancé était fou. Malheureusement, tant la famille d'Alice que son amie se sont mis à dire qu'elle les avait maudits. Les gens se mirent à l'appeler sorcière ou enfant des fées. L'une de ses visions lui montra sa mère assassinée par un inconnu. Elle parvient à repousser sa vision mais au bout d'un mois sans incident sa mère cessa d'écouter sa fille. Sa mort fut déclarée accidentelle. Six mois plus tard M. Brandon se remaria. Les commentaires imprudents de sa belle-mère ainsi que des preuves que l'union avait été prévue depuis trop longtemps la rendirent soupçonneuse. Elle se confia à son père mais une nouvelle vision lui apprit ce qu'elle n'aurait pas dû : son père avait payé l'assassin et désormais c'était elle que l'homme visait. Elle chercha à prévenir le shérif, mais sa famille l'avait précédée. De plus les gens la croyaient folle ou possédée par le diable. Elle fut envoyée dans un asile à deux comtés de Biloxi, et sa famille fit passer Alice pour morte.
Le crâne d'Alice fut rasé à la suite d'une épidémie de typhoïde. Afin de la « soigner » elle subit entre autres une thérapie par électrochocs. Ceci lui fit perdre la mémoire et permit à sa nature joviale de réapparaître. Un vampire travaillant comme jardinier s'attacha à elle, il découvrit son don en voyant qu'elle savait toujours lorsqu'il venait la voir. Alice a tout de suite su que James (le même James qui agresse Bella dans Fascination) la traquait. N'ayant pas d'autre solution, son protecteur mordit Alice et la cacha aussitôt. Bien que conscient qu'il ne survivrait pas au combat, il fit en sorte de retarder James afin qu'Alice survive.
À son réveil, elle avait tout oublié. La première vision d'Alice fut une vision de Jasper Whitlock, son futur compagnon. Elle a su qu'ils rejoindraient les Cullen et s'est entraînée au régime végétarien.
Son pouvoir est limité ; elle ne peut voir une action que dès lors que celle-ci a été préméditée, que la décision a été prise. De ce fait, les décisions prises sans réfléchir ne peuvent être vues. Elle possède une Porsche jaune canari, qui lui a été offerte par Edward (dans Hésitation), identique à celle qu'elle avait volée pour aller sauver Edward (Tentation).
Alice peut voir le futur concernant les humains et les vampires, bien qu'elle soit incapable de voir le futur des loups-garous ou des hybrides, comme Renesmée. Dans Révélation, Alice suppose qu'elle peut voir très clairement les vampires car elle en est une, peut voir les humains moins bien parce qu'elle en était une, et ne peut pas voir les loups-garous ou les hybrides parce qu'elle n'en a jamais été une. Alice est représentée comme étant pleine de vitalité et optimiste, et adore s'occuper de Bella comme une sœur. Ses passe-temps incluent le shopping, le relooking et l'organisation des fêtes et réceptions (elle organisa notamment la fête de célébration de remise de diplôme dans Hésitation et les noces d'Edward et Bella dans Révélation). Ayant été privée de ses souvenirs humains et de leurs expériences traditionnelles, Alice les vit en quelque sorte par procuration au travers de Bella et ne lésine pas sur les moyens, ce qui fait souvent rire Edward et consterne Bella.
Durant Fascination, Alice utilise sa capacité à voir le futur et aide Bella quand elle est en danger. Les deux jeunes femmes deviennent très vite amies, s'aimant comme des sœurs. Dans Tentation, Alice voit que Bella va sauter d'une falaise et suppose qu'elle veut se suicider, bien que Bella voulait en fait se mettre en danger pour entendre la voix d'Edward. Alice se confie à sa sœur, Rosalie, qui en informe Edward. Après avoir découvert la vérité, Alice rejoint Bella pour lui apprendre la situation, emmenant Bella à Volterra en Italie pour empêcher Edward de se tuer, provoquant ainsi la colère des Volturi, clan équivalent à la royauté dans le monde vampirique. Elles réussissent, mais ils sont tous les trois amenés dans le repère secret des Volturi pour y être jugés. À travers les prémonitions d'Alice, Aro (un des fondateurs des Volturi) découvre que Bella est vouée à devenir vampire et l'invite, ainsi qu'Alice et Edward à se joindre à eux. Ils refusent mais sont libres de partir et de retourner à Forks. Cependant, les Volturi demandant à la famille Cullen de transformer Bella en vampire le plus tôt possible sinon, ils la tueront.
Dans Hésitation, Alice, qui s'avère être une combattante expérimentée, se joint à la lutte pour détruire un groupe de vampires nouveau-nés destructeurs, créés par Victoria pour se venger de Bella, indirectement responsable du meurtre de James. Alice est la demoiselle d'honneur de Bella à son mariage dans Révélation (roman).Quand Bella tombe enceinte de Renesmée, Alice en a la migraine car elle n'arrive pas à voir ni Bella ni Renesmée.  Puis elle aide sa nièce en partant accompagnée de Jasper, à la recherche d'une personne semblable à cette dernière. Ce départ a lieu après qu'Alice par le biais d'une vision apprenne que les Volturi ont décidé d'éliminer Renesmée, la prenant pour une enfant immortelle (les enfants immortels étant l'un des plus grands tabous chez les vampires). Alice réussit et les Volturi, ne considérant plus Renesmée comme une menace, retournent à Volterra sans qu'il n'y ait eu de bataille. Cependant, Irina, une vampire du clan des Denali, avait mis au courant l'existence de Renesmée aux Volturi. Il s’avéra qu'elle s'est trompée et fut détruite par Caïus, un vampire des Volturi, car elle les avait induit en erreur.